# Pardosa fuscosoma
Pardosa fuscosoma là một loài nhện trong họ Lycosidae.
Loài này thuộc chi Pardosa. Pardosa fuscosoma được Jörg Wunderlich miêu tả năm 1992.